# Carlo Boccarini
Carlo Boccarini (Roma, 2 giugno 1976) è un ex velocista italiano.

## Biografia
Nel 1998, a 22 anni, allenato dal prof. Antonio Rotundo, corse i 100 metri con la 2ª miglior prestazione italiana di tutti i tempi in quel momento (dopo il record nazionale di 10"01 di Pietro Mennea, poi battuto da Filippo Tortu nel 2018 con 9,99), con il tempo di 10"08. Dopo non si è mai ripetuto e si è ritirato prematuramente dalle competizioni.
Attualmente la prestazione è al 6º posto nelle migliori prestazioni italiane nei 100 metri.